# Feed (film)
Feed è un film del 2005 diretto da Brett Leonard.

## Trama
L'investigatore Philip scopre su internet un sito sospetto chiamato feederx.com, venendo così a conoscenza di un perverso gioco telematico in cui i protagonisti adescano vittime innocenti in rete con lo scopo di soggiogarle psicologicamente e fisicamente obbligandole ad ingerire enormi quantità di cibo in poco tempo, scommettendo poi sul giorno e l'ora esatta della loro morte. Per porre fine a questo orrore, Philip dovrà addentrarsi in un mondo composto da persone apparentemente normali che in realtà nascondono segreti che nessuno avrebbe mai potuto immaginare.

## Distribuzione
In Italia il film è arrivato nelle sale ad agosto del 2007 ed è stato vietato ai minori di 18 anni dalla commissione censura per via della sua natura incredibilmente scabrosa ed esplicita, complice anche l'atmosfera decisamente malsana e perversa che si respira nella pellicola.

## Riconoscimenti
- 2005 - Festival di Cannes
  - Fuori concorso
- 2005 - Sitges - Catalonian International Film Festival
  - Selezione ufficiale
- 2005 - Philadelphia Film Festival
  - In concorso
- 2005 - Neuchâtel International Fantastic Film Festival
  - Selezione ufficiale
- 2005 - L'Étrange Film Festival
  - In concorso